# Jack Brabham
Jack Brabham (n. 2 aprilie 1926, Noul Wales de Sud, Australia – d. 19 mai 2014, Gold Coast, Queensland, Australia) a fost un pilot de Formula 1, campion mondial al acestui sport în sezoanele 1959, 1960 și 1966. În 1966 a câștigat titlul mondial pilotând pentru propria sa echipă, Brabham, fiind singurul pilot din istoria Formulei 1 care reușește această performanță.